# Kayoko Fukushi
Kayoko Fukushi (jap. 福士加代子 Fukushi Kayoko; ur. 25 marca 1982 w Itayanagi) – japońska lekkoatletka specjalizująca się w biegach długich.
Międzynarodową karierę rozpoczęła od zajęcia 4. miejsca w biegu na 5000 metrów podczas mistrzostw świata juniorów (2000). Dwa lata później sięgnęła po dwa srebrne medale igrzysk azjatyckich w Pusan. Finalistka biegu na 10 000 metrów podczas mistrzostw świata w Paryżu (2003). Startowała na igrzyskach olimpijskich w Atenach (2004). Rok później, podczas światowego czempionatu w Helsinkach biegła w finałach obydwu długich dystansów na bieżni. W 2006 zdobyła brązowe medale mistrzostw świata w przełajach i mistrzostw w biegach ulicznych oraz została mistrzynią igrzysk azjatyckich na dystansie 10 000 metrów. W 2007 zajęła 14. miejsce w biegu na 5000 metrów podczas mistrzostw świata w Osace, a na dwa razy dłuższym dystansie uplasowała się na 10. pozycji. Finalistka igrzysk olimpijskich w Pekinie (2008). Rok później była dziewiąta na 10 000 metrów podczas światowego czempionatu w Berlinie. W 2012 ponownie reprezentowała Japonię na igrzyskach olimpijskich – w Londynie była dziesiąta na 10 000 metrów. Rok później startowała na mistrzostwach świata w Moskwie, na których sięgnęła po brązowy medal w maratonie.
Wielokrotna mistrzyni i rekordzistka Japonii oraz reprezentantka kraju w pucharze świata.

## Osiągnięcia

### Letnie igrzyska olimpijskie
| Rok  | Miejsce        | Konkurencja           | Pozycja     | Wynik    |
| ---- | -------------- | --------------------- | ----------- | -------- |
| 2004 | Ateny          | bieg na 10 000 metrów | 26. miejsce | 33:48,66 |
| 2008 | Pekin          | bieg na 5000 metrów   | eliminacje  | 15:20,46 |
| 2008 | Pekin          | bieg na 10 000 metrów | 11. miejsce | 31:01,14 |
| 2012 | Londyn         | bieg na 5000 metrów   | eliminacje  | 15:09,31 |
| 2012 | Londyn         | bieg na 10 000 metrów | 10. miejsce | 31:10,35 |
| 2016 | Rio de Janeiro | maraton               | 14. miejsce | 2:29:53  |

### Mistrzostwa świata
| Rok  | Miejsce  | Konkurencja           | Pozycja     | Wynik    |
| ---- | -------- | --------------------- | ----------- | -------- |
| 2003 | Paryż    | bieg na 5000 metrów   | eliminacje  | 15:16,53 |
| 2003 | Paryż    | bieg na 10 000 metrów | 11. miejsce | 31:10,57 |
| 2005 | Helsinki | bieg na 5000 metrów   | 12. miejsce | 14:59,92 |
| 2005 | Helsinki | bieg na 10 000 metrów | 11. miejsce | 31:03,75 |
| 2007 | Osaka    | bieg na 5000 metrów   | 14. miejsce | 15:19,40 |
| 2007 | Osaka    | bieg na 10 000 metrów | 10. miejsce | 32:32,85 |
| 2009 | Berlin   | bieg na 10 000 metrów | 9. miejsce  | 31:23,49 |
| 2013 | Moskwa   | maraton               | 3. miejsce  | 2:27:45  |

### Pozostałe osiągnięcia
- dwa srebrne medale igrzysk azjatyckich (Pusan 2002)
- brązowy medal w drużynie podczas mistrzostw świata w biegach przełajowych (Fukuoka 2006)
- złoty medal igrzysk azjatyckich w biegu na 10 000 metrów (Doha 2006)
- brązowy medal w drużynie podczas mistrzostw świata w biegach ulicznych (Debreczyn 2006)

## Rekordy życiowe
| Konkurencja           | Wynik    | Miejsce  | Data                | Uwagi            |
| --------------------- | -------- | -------- | ------------------- | ---------------- |
| Bieg na 3000 metrów   | 8:44,40  | Paryż    | 5 lipca 2002        | rekord Japonii   |
| Bieg na 5000 metrów   | 14:53,22 | Rzym     | 8 lipca 2005        | rekord Japonii   |
| Bieg na 10 000 metrów | 30:51,81 | Pusan    | 8 października 2002 | rekord Japonii   |
| Bieg na 5 kilometrów  | 15:33    | Miyazaki | 6 stycznia 2004     | rekord Japonii   |
| Bieg na 15 kilometrów | 46:55+   | Marugame | 5 lutego 2006       | rekord świata    |
| Półmaraton            | 1:07:26  | Marugame | 5 lutego 2006       | były rekord Azji |
| Maraton               | 2:22:17  | Osaka    | 31 stycznia 2016    |                  |